# 모델 성폭행 피해 사건
모델 성폭행 피해 사건은  그라비아 전속 모델들이 소속사 대표로부터 "권력 상습 성폭행"을 당했다며 경찰에 수사를 요청한 사건이다.
2023년 7월 25일 부천원미경찰서는 모델 중 한명에게 위치 전송용 스마트워치를 지급했다.